# Jelena Sabitowa
Jelena Sabitowa (ur. 7 stycznia 1980 w Nowopawłowsku, zm. 18 lutego 2008 w Rostowie nad Donem) – reprezentantka Rosji w boksie.

## Osiągnięcia[2]
- 2001 – złoty medal mistrzostw świata w wadze 45 kg
- 2003 – srebrny medal Mistrzostw Europy (46 kg)
- 2004 – złoty medal Mistrzostw Europy (46 kg)
- 2005 – złoty medal Mistrzostw Europy (46 kg)
- 2005 – brązowy medal Mistrzostw Świata (46 kg).

## Życiorys
W wieku 14 lat zaczęła trenować kickboxing. Podjęła pracę jako nauczycielka wychowania fizycznego; potem pracowała w milicji (sierżant). Wyszła za Anatolija Nosyriewa, mistrza świata w kickboxingu.
Cierpiała na osteomę – łagodny nowotwór kości.